# Colomita
Colomita es un género de foraminífero bentónico de la subfamilia Colominellinae, de la familia Eggerellidae, de la superfamilia Eggerelloidea, del suborden Textulariina y del orden Textulariida. Su especie tipo es Plecanium irregulare. Su rango cronoestratigráfico abarca el Tortoniense (Mioceno medio).

## Discusión
Clasificaciones previas incluían Colomita en la subfamilia Septotextulariinae, de la familia Textulariidae, de la superfamilia Textularioidea, del suborden Textulariina y del orden Textulariida.

## Clasificación
Colomita incluye a las siguientes especies:
- Colomita irregulare